# پسر دکتر جکیل
پسر دکتر جکیل (انگلیسی: The Son of Dr. Jekyll) یک فیلم آمریکایی ترسناک محصول سال ۱۹۵۱ به کارگردانی سیمور فریدمن می‌باشد. لوئیس هیوارد و الکساندر ناکس در این فیلم ایفای نقش کرده‌اند. این فیلم ۷۸ دقیقه ای توسط کمپانی کلمبیا پیکچرز منتشر شد.